# Estação Carpetana
Carpetana é uma estação da Linha 6 do Metro de Madrid.

## História
A estação foi aberta ao público em 1 de junho de 1983.
De 4 de julho de 2015 a 13 de setembro de 2015, a estação foi fechada devido a melhorias nas instalações entre as estações Puerta del Ángel e Oporto.

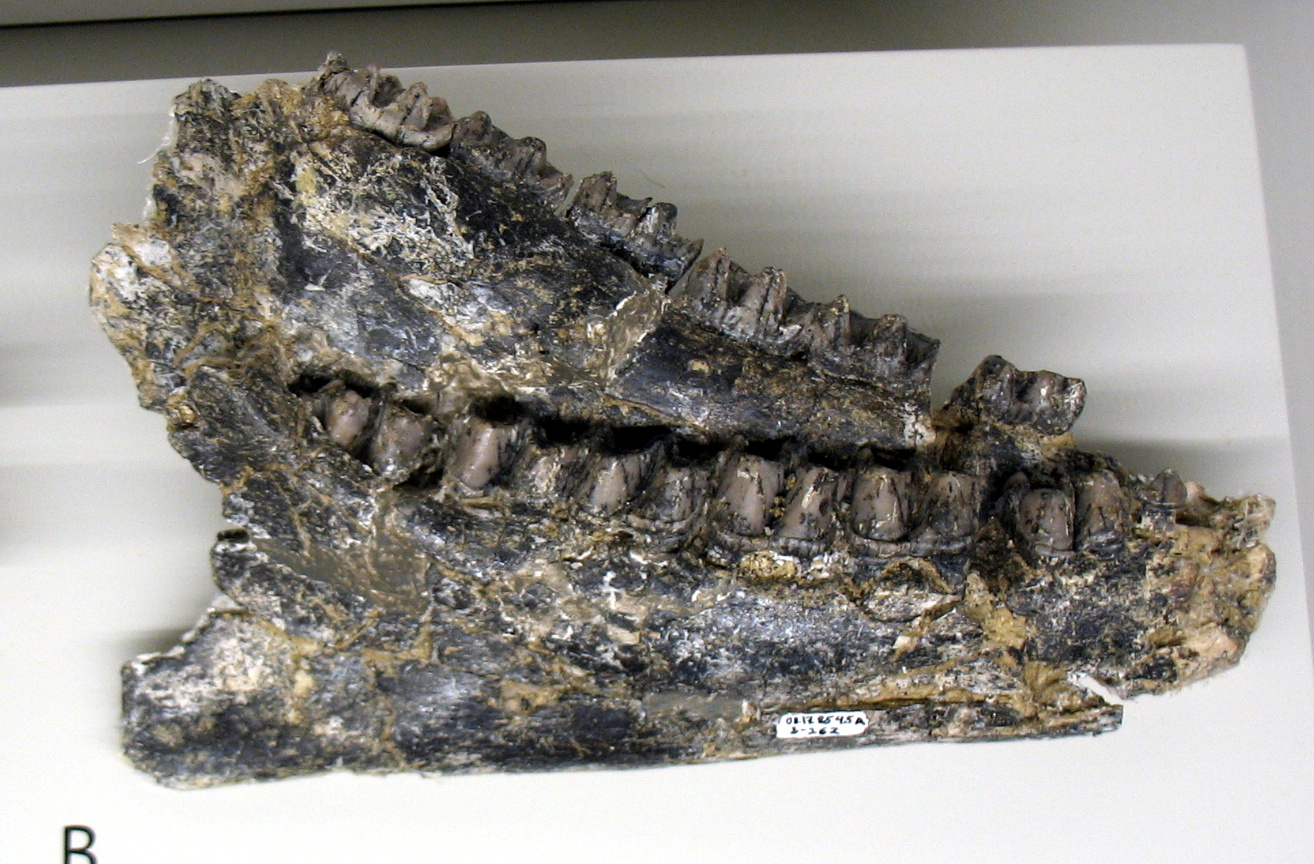
Mandíbula de Anchitherium sp, descoberta durante escavações na Estação Carpetana.

Durante as escavações realizadas para a construção de elevadores e salas técnicas na estação em 2008 e 2009, apareceram fósseis do período Mioceno Médio, pertencentes a uma grande variedade de gêneros, como Anchitherium, Amphicyon e Cheirogaster.  Réplicas foram colocadas de alguns dos fósseis no átrio da estação.